# Władimir Czeboksarow
Władimir Wasiljewicz Czeboksarow (ros. Владимир Васильевич Чебоксаров; ur. 30 grudnia 1951 w Tiumeni) – radziecki zapaśnik walczący w stylu klasycznym. Brązowy medalista olimpijski z Montrealu 1976 w wadze do 82 kg.
Mistrz świata w 1977 i trzeci w 1978. Triumfator mistrzostw Europy w 1975.
Mistrz ZSRR w 1976; drugi w 1974 i 1975 roku.